# Labidura riparia

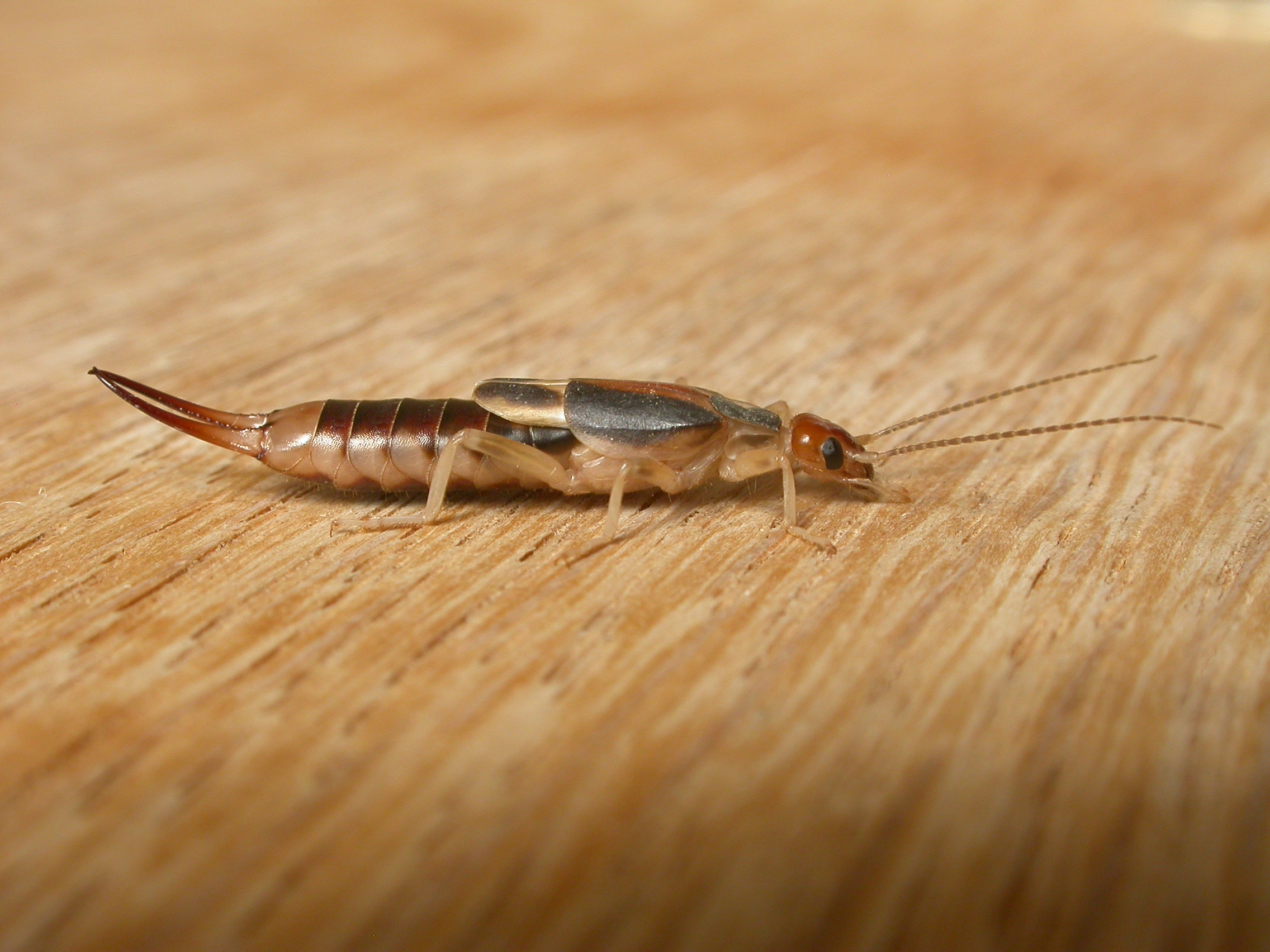
Labidura riparia (Pallas, 1773)

La tisoreta ratllada (Labidura riparia) és una espècie de dermàpter que pertany a la família dels labidúrids (Labiduridae). El seu nom comú fa referència a la presència de dues franges longitudinals fosques al pronot, que en són característiques. És coneguda principalment pel seu comportament subsocial de cura parental de les femelles a les nimfes i per ser depredadora de nombroses espècies d’artròpodes que constitueixen plagues importants de cultius, de manera que es considera un agent potencial de control biològic.

## Distribució i hàbitat
L. riparia és una espècie d’origen paleàrtic que ha esdevingut subcosmopolita, principalment de regions tropicals i subtropicals. Actualment està distribuïda per Àfrica, Europa, Nord i Sud Est d'Àsia, i Amèrica del Sud i del Nord. En algunes zones, com ara Califòrnia i Tasmània, ha estat introduïda recentment.  
Habita preferentment en sòls arenosos de zones litorals o de cursos d’aigua en zones interiors, com ara riberes de rius i llacs. Tanmateix, també poden trobar-se en altres hàbitats, com ara boscos, camps de conreu, bancals, i zones amb influència antròpica, generalment en ambients humits, ombrívols, i arenosos. A la península Ibèrica, L. riparia està ben representada a totes les regions litorals.

## Morfologia
L’adult de Labidura riparia mesura entre 16 mm i 30 mm i té un cos allargat i aplanat, amb l’abdomen mòbil i telescòpic acabat en dos cercs terminals modificats en fòrceps. La coloració del cos és variable, de tons marronosos que poden ser més clars o foscos, i amb dues franges longitudinals fosques al pronotum que caracteritzen l’espècie.

### Cap
Igual que la resta d’espècies de la família Laburidae, L. riparia presenta un cap ample, amb el coll mòbil. Té ulls compostos grans, i ocels absents. Les antenes son llargues i multiarticulades, amb un nombre variable de segments entre 25 i 30. Té un aparell bucal prògnat punxant, amb el clipi dividit en un avantclipi membranós i un postclipi esclerotitzat i les mandíbules amb dues dents.

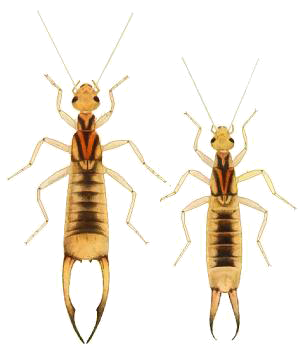
Dibuix de Labidura riparia, d'Australia's Commonwealth Scientific and Industrial Research Organisation.

### Tòrax
El tòrax està dividit en tres segments: el protòrax i el mesotòrax tenen mides similars, i el metatòrax té una mida més gran. Cada segment presenta un parell de potes adaptades per córrer, amb els fèmurs llisos i les tíbies llargues. El tars està trisegmentat, i no presenta aroli entre les urpes tarsals. Les ales anteriors estan esclerotitzades en forma d’èlitres i protegeixen les ales posteriors, semicirculars i membranoses, que en repòs queden plegades a sota dels èlitres. 

### Abdomen
L’abdomen està format per 10 segments en mascles i 8 segments en femelles. Als laterals dels terguits abdominals s'obren els orificis de les glàndules odoríferes, a través de les quals secreten compostos repel·lents. L’últim segment abdominal presenta dos cercs modificats en fòrceps, que son corbats en mascles (tot i que poc, amb relació a altres espècies de dermàpters) i rectes en femelles. 
S'han descrit dos morfotips de mascles, amb diferents mides corporals i dels fòrceps. Un dels morfotips és relativament petit i similar a les femelles, i l’altre és més gran i presenta uns fòrceps més desenvolupats, amb les pinces més allargades i amb punxes als marges interns. Inicialment es va descriure que només el morfotip petit era fèrtil, però estudis posteriors han evidenciat que els dos morfotips son capaços de reproduir-se.

## Ecologia

### Hàbits i estil de vida

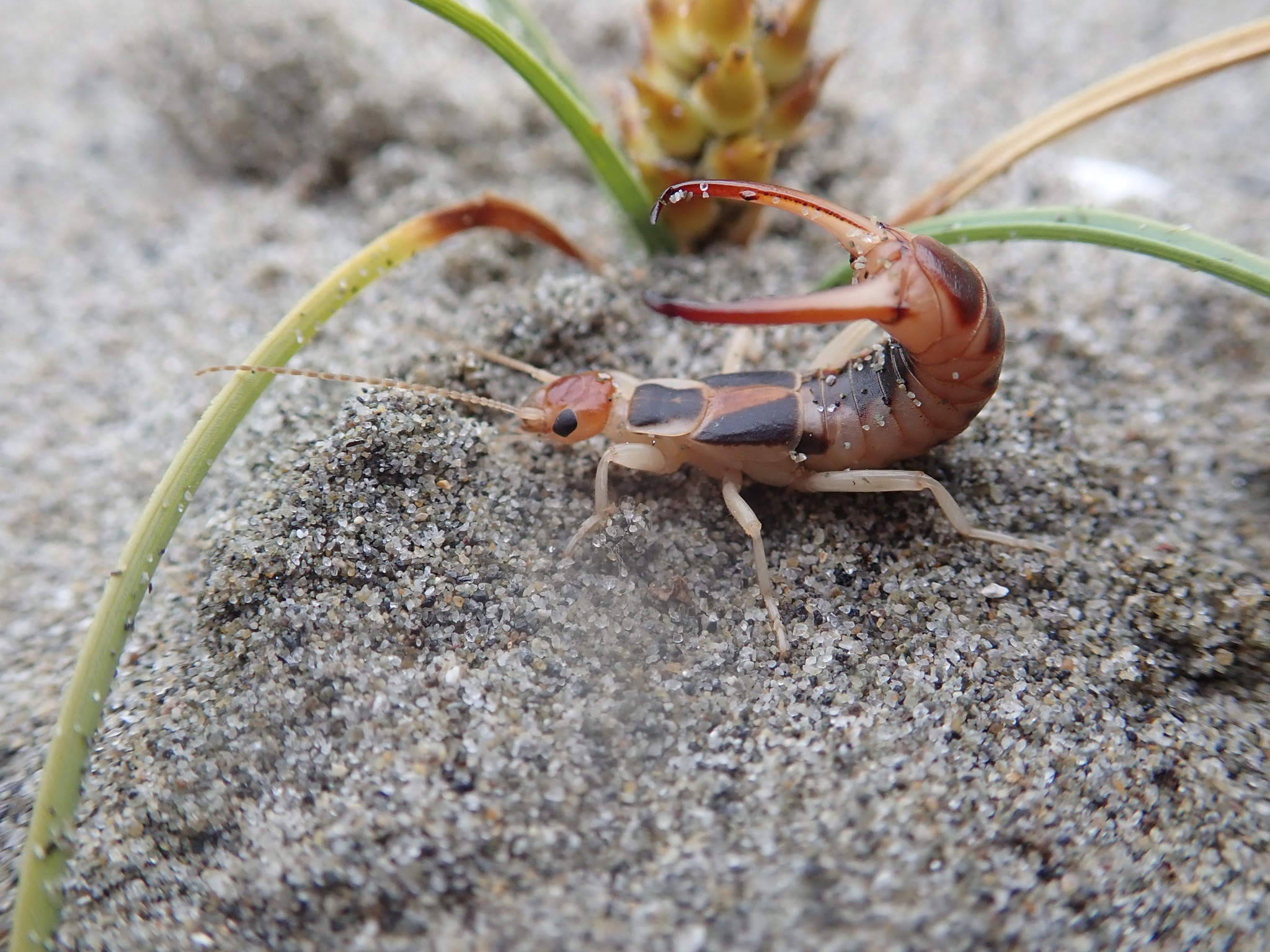
Labidura riparia (Pallas, 1773)

És un insecte d’hàbits nocturns. Té un comportament d’excavar túnels al sòl arenós o d’ocupar-ne d’abandonats, on es refugia durant les hores de llum, es reprodueix, i pon els ous. L’entrada dels túnels queda tapada, de tal manera que només en sobresurten les antenes. S'ha descrit que l’activitat més intensa té lloc durant les primeres hores de la nit, i disminueix progressivament fins a la sortida del sol.

### Alimentació
L. riparia és un depredador generalista, tot i que té preferència per les larves de lepidòpter i els ous d'altres insectes. Tanmateix tenen hàbits d’alimentació molt flexibles, per la qual cosa son molt adaptables. Moltes de les seves preses son insectes perjudicials a cultius extensius (com ara Spodoptera littoralis, el “cuc del cotó”), per la qual cosa es considera un agent potencial de control biològic. L. riparia depreda les seves preses principalment al sòl, però és capaç d’escalar tiges de plantes per alimentar-se de larves i ous d’insectes.
Per capturar, immobilitzar, i matar preses grans utilitzen els cercs terminals.

### Canibalisme
En condicions d’escassetat de preses, L. riparia consumeix ous i nimfes de la seva pròpia espècie. Les femelles solen ser més tolerants a les condicions d’inanició com a adaptació als períodes d’incubació dels ous, en què estan en dejú. Tanmateix, son més susceptibles a ser víctimes de canibalisme per part dels mascles, atès que els seus fòrceps estan menys desenvolupats. S'ha descrit que el canibalisme és més freqüent en condicions de desequilibri de sexes, quan un dels dos sexes (mascles o femelles) és absent.

### Depredadors

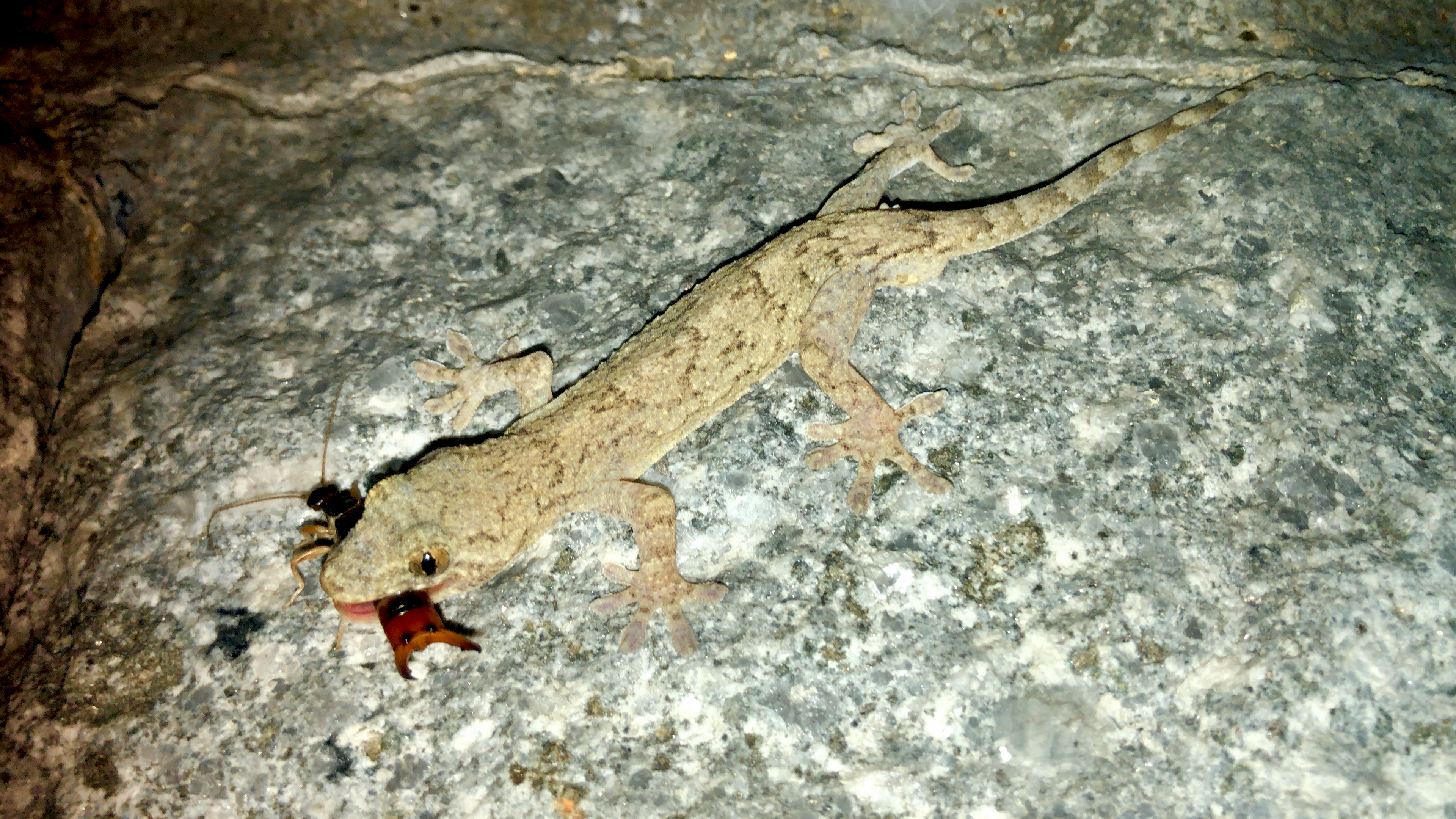
Gecko caçant un individu de Labidura riparia

Els depredadors més comuns dels dermàpters son micromamífers, aus, rèptils i altres insectes. L. riparia produeix substàncies repel·lents que fan mala olor per les glàndules odoríferes de l’abdomen com a mecanisme de defensa.
Els principals depredadors de L. riparia son les formigues, que en depreden els ous no vigilats. És una depredació recíproca, ja que L. riparia també depreda els ous de formigues. Tanmateix, l’efecte de les formigues sobre les tisoretes és major que a la inversa, ja que s'ha descrit que les poblacions de L. riparia augmenten quan disminueixen les de formigues.

## Reproducció i cicle vital

### Cicle vital
L. riparia, igual que la resta de dermàpters, té un desenvolupament hemimetàbol. Les femelles de L. riparia ponen els ous durant els mesos d’abril i maig a l’interior dels túnels excavats, generalment els de major profunditat. Eclosionen al cap d’aproximadament 8 dies, tot i que a temperatures més elevades poden eclosionar abans, al cap de 6 dies. Les femelles i els mascles de morfotip petit passen per 5 estadis nimfals, i el temps de desenvolupament fins esdevenir adults és d’aproximadament 33 dies. En canvi, els mascles de morfotip gran passen per 6 estadis nimfals, i el temps de desenvolupament fins esdevenir adults és d’aproximadament 40 dies. L’estadi adult dura entre 2 i 3 mesos, durant els quals té lloc la còpula i la posta d’ous. Les femelles de L. riparia ponen al voltant de 440 ous al llarg de tota la seva vida adulta.
Cada any tenen lloc 2-3 generacions, l’última de les quals hiberna sota terra.

### Còpula
La còpula generalment té lloc als túnels superficials, excavats a aproximadament 3 cm superfície del sòl (tot i que també pot produir-se a la superfície o a túnels més profunds). La femella generalment queda a l’interior del túnel orientada cap avall, amb els fòrceps sobresortint a la superfície del sòl. El mascle s'hi acosta i contacta amb els fòrceps de la femella inicialment amb les antenes. Posteriorment el mascle es gira de manera que els dos abdòmens queden en contacte, agafats pels fòrceps.
Els mascles de L. riparia tenen dos penis aparellats lateralment i morfològicament similars, dels quals només un s'utilitza per inseminar la femella durant la còpula. En gairebé el 90% de les còpules s'utilitza el penis dret, i en el 23% de les còpules en què s'utilitza l’esquerre el penis dret està malmès, la qual cosa suggereix que el penis esquerre podria actuar com una reserva. Aquesta lateralitat a favor del penis dret es pot explicar a la morfologia de l'espermateca femenina, que té l’obertura orientada cap a la dreta.

### Cura parental
L. riparia es considera un insecte subsocial pel comportament de cura parental de les femelles. Les femelles ponen els ous a l’interior dels túnels (generalment els de major profunditat, a aproximadament 9 cm de la superfície del sòl), i els incuben fins que es desclouen. Durant el temps d’incubació els netegen de fongs i brutícia, i s'hi posen al damunt. Quan es desclouen, les femelles surten del túnel per buscar aliment per les nimfes fins que aquestes abandonen el niu, entre 2 i 5 dies després. En alguns casos s'ha descrit que les femelles poden perdre’s en retornar al niu, i cuidar de les nimfes d'altres nius que no son els propis.